# Ivan Vargić
Ivan Vargić (Đakovo, 15 de marzo de 1987) es un futbolista croata que juega en la demarcación de portero para el N. K. Krk.

## Selección nacional
Debutó con la selección de fútbol de Croacia el 12 de noviembre de 2014 en un partido amistoso contra Argentina que finalizó con un resultado de 2-1 a favor del combinado argentino tras los goles de Anas Sharbini por parte de Croacia, y de Cristian Ansaldi y Lionel Messi por parte de Argentina.

## Clubes
| Club                          | País      | Año       | Partidos | Goles |
| ----------------------------- | --------- | --------- | -------- | ----- |
| H. N. K. Vukovar '91          | Croacia   | 2006-2007 | 33       | 0     |
| N. K. Osijek                  | Croacia   | 2007-2008 | 0        | 0     |
| F. C. Honka                   | Finlandia | 2008      | 0        | 0     |
| N. K. Osijek                  | Croacia   | 2009-2013 | 50       | 0     |
| H. N. K. Rijeka               | Croacia   | 2013-2016 | 132      | 0     |
| S. S. Lazio                   | Italia    | 2016-2018 | 3        | 0     |
| Anorthosis Famagusta (cedido) | Chipre    | 2018-2019 | 11       | 0     |
| F. C. Koper (cedido)          | Eslovenia | 2020-2021 | 31       | 0     |
| N. K. Krk                     | Croacia   | 2022-     |          |       |

## Palmarés

### Campeonatos nacionales
| Título               | Club            | País    | Año  |
| -------------------- | --------------- | ------- | ---- |
| Copa de Croacia      | H. N. K. Rijeka | Croacia | 2014 |
| Supercopa de Croacia | H. N. K. Rijeka | Croacia | 2014 |
| Supercopa de Italia  | S. S. Lazio     | Italia  | 2017 |